# Клашнице
Клашнице (на сръбски: Клашњице или Klašnjice) е село в Югоизточна Сърбия, Пчински окръг, Град Враня, община Враня.

## География
Селото е разположено на източния склон на планината Плячковица. Отстои на 7,7 км североизточно от окръжния и общински център Враня, на 2,7 км северно от село Мечковац, на югозапад от село Струганица, на юг от село Боин Дел и на изток от село Плячковица.

## История
По време на Първата световна война селото е във военновременните граници на Царство България, като административно е част от Вранска околия на Врански окръг.

## Население
Според преброяването на населението от 2011 г. селото има 22 жители.

### Етнически състав
Данните за етническия състав на населението са от преброяването през 2002 г.
- сърби – 39 жители (100%)